# Władysław Steblik

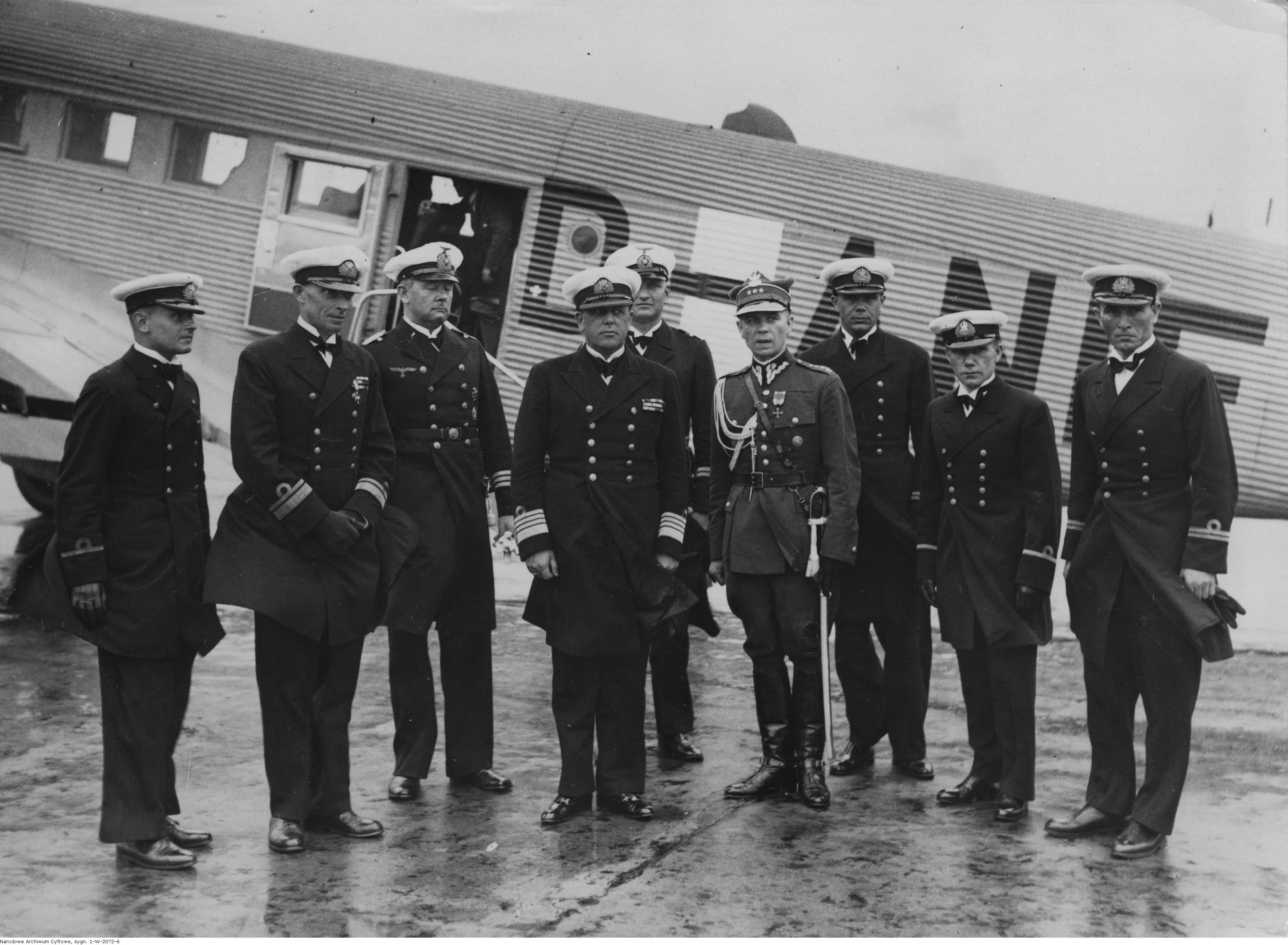
Wizyta niszczycieli ORP „Burza” i ORP „Wicher” w Niemczech w lipcu 1935; Władysław Steblik 4. z prawej

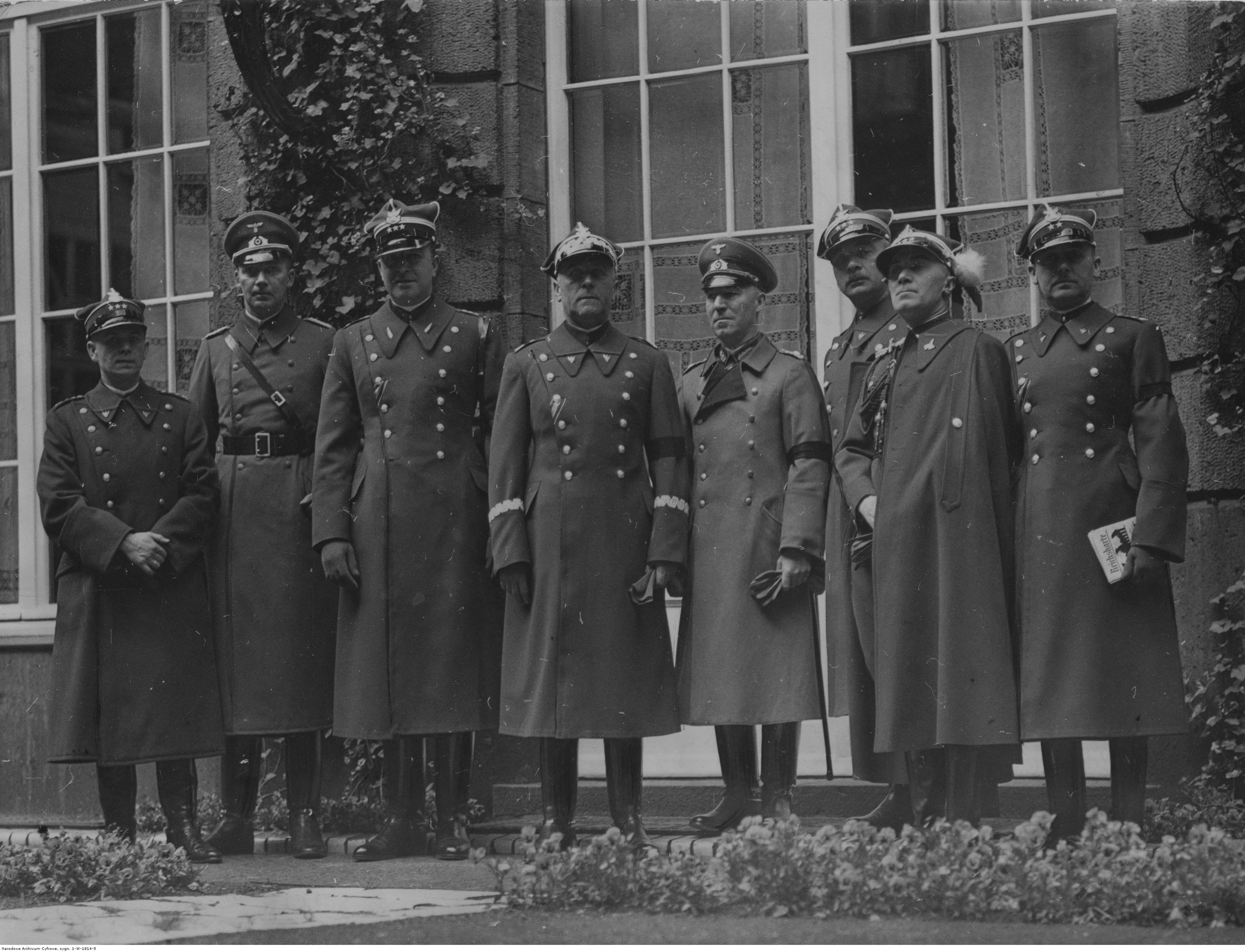
Wizyta polskich oficerów w Berlinie, maj 1935; Władysław Steblik 1. z lewej

Władysław Steblik (ur. 22 października 1898 w Tresnej k. Żywca, zm. 16 czerwca 1971 w Żywcu-Sporyszu) – podpułkownik dyplomowany piechoty Wojska Polskiego.

## Życiorys

### Dzieciństwo i młodość
Władysław Steblik urodził się w robotniczo-chłopskiej rodzinie Jana, który pracował w fabryce sukna w Bielsku. Szkołę powszechną ukończył w Żywcu w 1910. Po jej ukończeniu uczęszczał do c. k. Gimnazjum V w Krakowie. Przed ukończeniem gimnazjum, 11 maja 1916, w wyniku trwającej I wojny światowej, został zmobilizowany do cesarskiej i królewskiej Armii i wcielony do batalionu zapasowego pułku piechoty nr 56 . Walczył na froncie włoskim. Został następnie odkomenderowany do szkoły oficerów rezerwy w Opawie, którą ukończył w czerwcu 1918. Na stopień chorążego został mianowany 16 października 1918 .

### Służba w Wojsku Polskim
Po odzyskaniu niepodległości i rozpadzie Austro-Węgier, wstąpił 1 listopada 1918 do organizującego się Wojska Polskiego. Służbę rozpoczął w 12 pułku piechoty. W czasie wojny z Ukraińcami walczył w obronie Lwowa, za co 19 marca 1919 został odznaczony odznaką „Orlęta”. We wrześniu 1920 objął stanowisko drugiego adiutanta 12 pp. W 1920 zdał egzamin maturalny w Państwowym Gimnazjum V w Krakowie.
W latach 1923–1925 był słuchaczem V kursu normalnego Wyższej Szkoły Wojennej w Warszawie. Z dniem 1 października 1925, po ukończeniu kursu z drugą lokatą i uzyskaniu tytułu naukowego oficera Sztabu Generalnego, otrzymał przydział do Oddziału I Sztabu Generalnego na stanowisko referenta. Jego praca dyplomowa jako jedyna ogłoszona została drukiem w „Bellonie”. Przetłumaczono ją również na język rosyjski i opublikowano w fachowym piśmie kawalerii Armii Czerwonej. Następnie, w tej samej komórce organizacyjnej, zajmował stanowisko kierownika Referatu Mobilizacyjno-Personalnego i uczestniczył w pracach nad planem mobilizacyjnym sił zbrojnych. 1 listopada 1931 rozpoczął staż na stanowisku dowódcy 9. kompanii 12 pp w Krakowie. 16 listopada 1932 objął stanowisko zastępcy ppłk. dypl. Antoniego Szymańskiego attaché wojskowego i lotniczego przy Ambasadzie RP w Berlinie. Wiosną 1936 roku razem z kpt. dypl. Janem Leśniakiem został przydzielony do zespołu opracowującego studium „Niemcy”, dotyczącego zbrojeń III Rzeszy. 28 lutego 1939, po powrocie do kraju, rozpoczął staż na stanowisku dowódcy I batalionu 20 pułku piechoty Ziemi Krakowskiej.
23 marca 1939 otrzymał przydział mobilizacyjny do Oddziału II Sztabu Armii „Kraków”, mającej bronić południowo-zachodniej granicy Polski, na stanowisko szefa Wydziału Ewidencyjnego. Na tym stanowisku rozpoczął kampanię wrześniową. 13 września został szefem Oddziału II Sztabu Armii „Kraków”. Wziął udział w walkach toczonych przez armię od 1 do 20 września. Po bitwie pod Tomaszowem Lubelskim w wyniku kapitulacji dostał się do niewoli niemieckiej.

### W niewoli
20 września 1939 został wzięty do niewoli i przebywał w niej do zakończenia działań wojennych w Europie. Z obozu przejściowego w Krakowie skierowany został do Oflagu VII A Murnau. 17 stycznia 1940 razem z gen. dyw. Tadeuszem Piskorem i pięcioma oficerami przeniesiony został karnie do Oflagu VIII B Silberberg (Srebrna Góra). 30 października 1940 trafił do Oflagu IV C Colditz. W maju 1942 przeniesiony został do Oflagu X C Lübeck, a 15 sierpnia 1944 do Oflagu VI B Dössel. W niewoli prowadził pracę naukową, zbierając materiały i relacje uczestników kampanii wrześniowej, z zamiarem opublikowania pracy naukowej polegającej na jak najpełniejszej charakterystyce działań Armii „Kraków”. 27 września 1944 o godz. 21:30, w czasie pomyłkowego bombardowania Oflagu VI B Dössel przez aliantów został ciężko ranny w głowę, piersi i nogi. Życie uratował mu podchorąży Antoni Karpf wynosząc go półprzytomnego spod gruzów baraku. Trzykrotne zapalenie mięśnia sercowego, dwukrotne zapalenie płuc, silna anemia wraz z konsekwencjami licznych ran uczyniły go inwalidą. Pełnej sprawności fizycznej nie odzyskał już nigdy. Bombardowanie spowodowane było zlekceważeniem przez jeńców przepisów o zaciemnianiu okien i gaszeniu świateł w czasie alarmów przeciwlotniczych. Śmierć poniosło wówczas 90 oficerów, wielu doznało ran.

### Okres powojenny
W wyniku działań wojennych, przebywania w niewoli, z orzeczeniem 95% stopnia inwalidztwa, został zdemobilizowany 20 listopada 1947 roku. Przed opuszczeniem Niemiec Zachodnich, jeden z egzemplarzy maszynopisu swej pracy, Zarys działań wojennych armii „Kraków” w kampanii wrześniowej 1939 roku przekazał Instytutowi Historycznemu w Londynie. W roku 1949 drukarnia „La Colonne” w Brukseli wydrukowała, na zlecenie Wojskowego Instytutu Historycznego w Londynie, pierwsze wydanie jego dzieła w objętości 454 stron druku i 24 szkiców. Pociągiem sanitarnym wrócił do kraju. Zamieszkał u swego brata w Żywcu-Sporyszu, tam też kontynuował pracę pisarską rozpoczętą w niewoli. W 1971 roku złożył maszynopis poprawionej monografii Armia „Kraków” 1939, w Wydawnictwie Ministerstwa Obrony Narodowej, ale wznowienia nie doczekał, zmarł 16 czerwca 1971 roku. Armia „Kraków” 1939 wydana została cztery lata po jego śmierci. Opracował także dwustustronicową historię 12 pułku piechoty. Działał w komisji odznaczeniowej ZBoWiD, gdzie kierował przyznawaniem odznaczeń dla żołnierzy Armii „Kraków”. Spoczął na cmentarzu Przemienienia Pańskiego w Żywcu.

## Awanse
- porucznik – zweryfikowany 3 maja 1922 ze starszeństwem z dniem 1 czerwca 1919 w korpusie oficerów piechoty
- kapitan – 3 maja 1926 ze starszeństwem z dniem 1 lipca 1925 i 274. lokatą w korpusie oficerów piechoty
- major – 27 czerwca 1935 ze starszeństwem z dniem 1 stycznia 1935 i 46. lokatą w korpusie oficerów piechoty[9]
- podpułkownik – 1 stycznia 1946 Londyn, zweryfikowany 20 października 1961

## Ordery i odznaczenia
- Krzyż Złoty Orderu Wojennego Virtuti Militari[potrzebny przypis]
- Krzyż Srebrny Orderu Virtuti Militari nr 12385[10]
- Krzyż Walecznych (czterokrotnie[11]: po raz pierwszy w 1921)[12][13]
- Srebrny Krzyż Zasługi (3 sierpnia 1928)[14][11]
- Medal Pamiątkowy za Wojnę 1918–1921[15]
- Medal Dziesięciolecia Odzyskanej Niepodległości[15]
- Srebrny Medal „Za Zasługi dla Obronności Kraju”
- Brązowy Medal „Za Zasługi dla Obronności Kraju”
- Odznaka Honorowa „Orlęta”

## Publikacje
- Zarys działań wojennych armii „Kraków” w kampanii wrześniowej 1939 roku, Londyn 1949.
- Armia „Kraków” 1939, MON Warszawa 1975 wydanie I.
- Armia „Kraków” 1939, MON Warszawa 1989 wydanie II.